# Carthamus strictus
Carthamus strictus là một loài thực vật có hoa trong họ Cúc. Loài này được (Pomel) Batt. mô tả khoa học đầu tiên năm 1889.